# Atari-go
Atari-go – uproszczona wersja go. Często naukę gry w go rozpoczyna się od atari-go, zwłaszcza wśród dzieci.
Jedynym celem gry jest łapanie kamieni przeciwnika i uniemożliwianie mu łapania własnych. Grę prowadzi się do pierwszego zbitego kamienia, lub do pewnej określonej ich liczby (może ona być różna dla obu graczy, np. nauczyciel aby wygrać musi zdobyć pięć kamieni, uczniowi wystarczy jeden). Zasady stawiania kamieni i ich zbijania są takie same, jak w pełnym go. Grę toczy się zazwyczaj na małej planszy (9x9 przecięć).
Zobacz też: atari